# Ceriagrion ryukyuanum
Ceriagrion ryukyuanum är en trollsländeart som beskrevs av Syoziro Asahina 1967. Ceriagrion ryukyuanum ingår i släktet Ceriagrion och familjen dammflicksländor. Inga underarter finns listade i Catalogue of Life.